# Humula
Humula är en ort i Australien. Den ligger i kommunen Wagga Wagga och delstaten New South Wales, i den sydöstra delen av landet, omkring 360 kilometer sydväst om delstatshuvudstaden Sydney. Antalet invånare är 213.
Runt Humula är det mycket glesbefolkat, med 2 invånare per kvadratkilometer.. Humula är det största samhället i trakten. 
I omgivningarna runt Humula växer huvudsakligen savannskog. Genomsnittlig årsnederbörd är 1 009 millimeter. Den regnigaste månaden är mars, med i genomsnitt 129 mm nederbörd, och den torraste är oktober, med 57 mm nederbörd.